# Le Vauroux
Le Vauroux település Franciaországban, Oise megyében. Lakosainak száma 500 fő (2022. január 1.). Le Vauroux La Houssoye, Labosse, Lalandelle, Ons-en-Bray, Villers-Saint-Barthélemy és Auneuil községekkel határos.

## Népesség
A település népességének változása:
| Lakosok száma | 508  | 508  | 518  | 504  | 502  | 505  | 505  | 506  | 500  |
|               | 2013 | 2015 | 2016 | 2017 | 2018 | 2019 | 2020 | 2021 | 2022 |